# هربرت زلپین
هربرت زلپین (آلمانی: Herbert Selpin؛ ۲۹ مهٔ ۱۹۰۴ – ۱ اوت ۱۹۴۲) کارگردان فیلم، فیلم‌نامه‌نویس و تدوین‌گر اهل آلمان بود.
از فیلم‌ها یا مجموعه‌های تلویزیونی که وی در آن‌ها نقش داشته‌است می‌توان به تایتانیک اشاره نمود.
او از مدت‌ها قبل با حزب ناسیونال‌سوسیالیست کارگران آلمان دچار مشکل شده بود و این فیلم را به سفارش آنها و یوزف گوبلس می‌ساخت. در جریان ساخت این فیلم سربازان و ملوانان آلمانی که به عنوان سیاهی‌لشکر در فیلم بازی می‌کردند، به علت مستی شدید، مشکلاتی ایجاد کردند و این موضوع موجب ناراحتی هربرت زلپین شد و انتقادهایی علیه ارتش آلمان نازی به زبان آورد و چون حاضر به پس گرفتن حرفش و عذرخواهی نشد، سر صحنهٔ این فیلم دستگیر شد و یک روز بعد، جسدش را در سلول زندان یافتند. کارگردانی فیلم نیز به فرد دیگری واگذار شد. شایع شد که او را بدستور مستقیم گوبلز کشتند، چرا که گشتاپو به وقایع روی داده سر صحنهٔ فیلم، مشکوک شده بود و گوبلز ترجیح داد تا کارگردان فیلم را قربانی کند تا آنکه بخواهید با گشتاپو در بیوفتد. به همین دلیل نیمه‌شب دو نگهبان با سلول او رفته و با استفاده از بند شلوارش، او را از میله‌های پنجرهٔ زندان دار زدند. گوبلز از صحنهٔ مرگ او مخفیانه فیلم‌برداری کرده بود. سپس نامه‌ای مختصر و کوتاه برای همسر زلپین فرستاد و در آن اشاره کرد که زپلین در زندان خودکشی کرده‌است.